# 三谷光照
三谷 光照（みたに みつあき、1963年 - ）は、日本の工学者、酪農学園大学准教授。

## 経歴

### 学歴
- 1985年（昭和60年）3月 北海道工業大学工学部電気工学科卒業
- 1996年（平成8年）3月 北海道工業大学大学院工学研究科博士後期課程修了（博士（工学）: 情報学基礎）

### 職歴
- 1998年（平成10年）7月 株式会社北海道二十一世紀総合研究所 客員研究員
- 2002年（平成14年）4月 酪農学園大学酪農学部食品流通学科講師
- 2006年（平成18年）4月 酪農学園大学酪農学部食品流通学科助教授
- 2007年（平成19年）4月 酪農学園大学酪農学部食品流通学科准教授
- 2010年（平成22年4月） 酪農学園大学農食環境学群准教授

## 専門（研究・活動内容等）

### 研究概要
電子タグの利用とPOSシステムの進化について。

#### 研究分野
- システム工学
- 情報工学
- コンピュータサイエンス
- ニューロコンピューティング
- 流通情報システム工学
- 地理情報処理システム

#### 研究テーマ
- カーナビからのGPSデータ再利用に関する研究。
- プローブカーデータ分析システムの構築に関する研究。

## 所属学会
- 電子情報通信学会